# Anuroctonus phaiodactylus
Espèce
Synonymes
- Centrurus phaiodactylus Wood, 1863

Anuroctonus phaiodactylus est une espèce de scorpions de la famille des Anuroctonidae.

## Distribution
Cette espèce est endémique des États-Unis. Elle se rencontre en Californie, au Nevada, en Utah et en Idaho.

## Description
Les mâles mesurent de 44,45 à 61,80 mm et la femelle 47,75 mm.

## Systématique et taxinomie
Cette espèce a été décrite sous le protonyme Centrurus phaiodactylus par Wood en 1863. Elle est placée dans le genre Uroctonus par Karsch en 1879 puis dans le genre Anuroctonus par Pocock en 1893.

## Publication originale
- Wood, 1863 : « Descriptions of new species of North American Pedipalpi. » Proceedings of the Academy of Natural Sciences of Philadelphia, vol. 15, p. 107-112 (texte intégral).